# Cocatrice
A cocatrice ou cocatriz é um criatura fantástica que, na maioria de suas descrições tem um corpo de um réptil alado com pernas e crista de galo e uma cobra na cauda. Em algumas versões, é dito que a cocatrice possui várias formas, sendo ou um réptil alado, ou uma quimera completa.
Desde a Grécia Antiga, o animal entrava na categoria de seres fantásticos e,  na Idade Média, a imagem desse ser se confundiu com a de um basilisco, que antes era uma cobra gigante com uma coroa e uma pluma e depois passou a possuir duas retratações, a de serpente e a de uma criatura metade galinha, metade réptil, ambas possuindo a habilidade de transformar em pedra aquele que fixa o seu olhar ao dele.
Para a heráldica, a cocatrice é vista como um animal semelhante a um dragão com cabeça de galo.
Em Portugal a cocatrice se tornou uma personagem folclórica. Seu nome foi abreviado para coca, e seu papel é bastante semelhante ao Jack Lantern americano, ou a um bicho-papão. Nessa versão do mito, ela mantém seu visual meio réptil meio ave, mas tem algo de humano também, sendo considerada uma bruxa; aparência semelhante também à da cuca, no folclore brasileiro.

## Origens
A cocatrice foi descrita pela primeira vez em sua forma atual no século XIV. O Oxford English Dictionary de uma derivação do francês antigo cocatris, pelo latim medieval calcatrix, uma tradução do grego Ichnéumon (Ιχνεύμων), que significa "mangusto", "rastreador", "icnêumone". No século XX a lenda foi baseada numa referência de Naturalis Historia, de Plínio, o Velho em que o Ichneumon aguarda até que o crocodilo abra suas mandíbulas para que o pássaro trochilus entre e limpe os seus dentes. Uma descrição mais  completa da cocatriz foi dada no século XV pelo viajante espanhol ao Egito, Pedro Tafur, que deixou mais claro que se referia ao crocodilo do Nilo.
Segundo Alexander Neckam em seu livro De naturis rerum (c. 1180), a cocatrice foi produto de um ovo posto por um galo e chocado por um sapo, ou uma cobra (em outras versões) e seu nascimento poderia ser evitado lançando o ovo sobre a casa da família que o tem, caindo do outro lado da casa, sem deixar que o ovo a toque. Cocatriz tornou-se sinônimo de basilisco quando o basiliscus em De proprietatibus rerum de Bartolomeu da Inglaterra (c. 1260) foi traduzido por John Trevisa como "cocatrice" em 1397; entretanto, um basilisco é normalmente representado como uma serpente sem asas.

## Na cultura popular

### Jogos
- Em Legend of Mana a cocatriz aparece em alguns lugares como monstro em certas batalhas.
- Em Valkyrie Profile aparece como um galo gigante que solta chamas que pode petrificar.
- Em Super Ghouls 'N Ghosts aparece como chefe do primeiro estágio do jogo, podendo botar ovos para gerar filhotes ou esticar seu pescoço para ataques à distância.
- Em Castlevania: Curse of Darkness é demonstrada como uma ave similar a uma galinha gigante capaz de petrificar com um sopro.
- Em Castlevania: Aria of Sorrow ela aparece como uma ave com uma cobra na cauda e que pode petrificar.
- Em Final Fantasy VIII aparece como uma ave/besta, geralmente nos cenários de florestas, perto da Garden Balamb.
- Em Final Fantasy XII aparece em sua forma original, no deserto de Dalmasca.
- Em Tactics Ogre a cocatrice aparece na sua forma original, em várias fases.
- Em Persona 2: Eternal Punishment aparece como um inimigo fraco na forma de uma galinha avermelhada gigante.
- Em The Witcher aparece na sua forma original, nos esgotos de Vizima.
- Em The Witcher 3: Wild Hunt, cocatrices podem ser encontradas no mundo do jogo, que é retratado como uma espécie de serpe, pouco maior que um cavalo. Além dos basiliscos também podem ser encontradas outras criaturas, como serpes e grifos.
- Em Dragon's Dogma aparece como uma criatura quadrúpede e alada que arrota um gás petrificante, parece um grifo com cabeça de galo e penas escuras.

### Séries de animação
- Em Hércules a cocatriz mostra-se como uma galinha gigante.
- No anime Digimon, Cockatrimon é retratado como uma cocatriz que não sabe voar, tem olhar petrificante e é capitão de um navio que se move nas areias do deserto do Digimundo.
- Na série My Little Pony: Friendship is Magic aparece com nome de Basilisco e é domado por um pégaso.

### Outros
- No programa de criação de jogos RPG Maker XP a cocatriz aparece como uma ave, na aba "Inimigos".